# Battaglia della Riccardina
La battaglia della Riccardina, combattuta il 25 luglio 1467 nei pressi di Budrio, nel bolognese, fu una delle principali battaglie del XV secolo in Italia.

## Schieramenti
- Da un lato 14000 fanti e cavalieri comandati da Bartolomeo Colleoni che non curava, questa volta, gli interessi di Venezia, ma seguiva il suo sogno personale della gloriosa impresa, coalizzato con Borso d'Este, marchese di Ferrara (che inviò sul campo il fratellastro Ercole) e i signori di Pesaro (Alessandro Sforza), Forlì e alcune famiglie esuli da Firenze, con l'obiettivo di rovesciare il potere mediceo.
- Dall'altro lato un esercito di 13000 soldati riunito da Piero de' Medici alleato con Galeazzo Maria Sforza (Duca di Milano), il re Ferdinando I di Napoli e Giovanni II Bentivoglio (Signore di Bologna). Il comando di questa Lega Italica venne dato al conte Federico da Montefeltro.

## La battaglia
La battaglia si svolse lungo il torrente Idice, tra le località di Riccardina (presso Budrio) e Molinella.
Gli storici non sono concordi su chi vinse la battaglia. L'unico vero sconfitto fu Bartolomeo Colleoni che dovette rinunciare alla sua ambizione della conquista di Milano. I morti furono tra i 600 e 700 e ci fu una vera e propria strage di cavalli (quasi mille).
Nello scontro furono usate massicciamente, da entrambi gli schieramenti, le armi da fuoco leggere.
Un ampio affresco (oggi abbastanza deteriorato) raffigurante la battaglia è presente nel cortile del Castello di Malpaga in provincia di Bergamo ed è attribuito al Romanino.

## Pace Paolina
Nel 1468 le parti si conciliarono per iniziativa del pontefice Paolo II. Fu un notevole smacco per il duca di Ferrara, trattato come un personaggio secondario.

## Galleria d'immagini

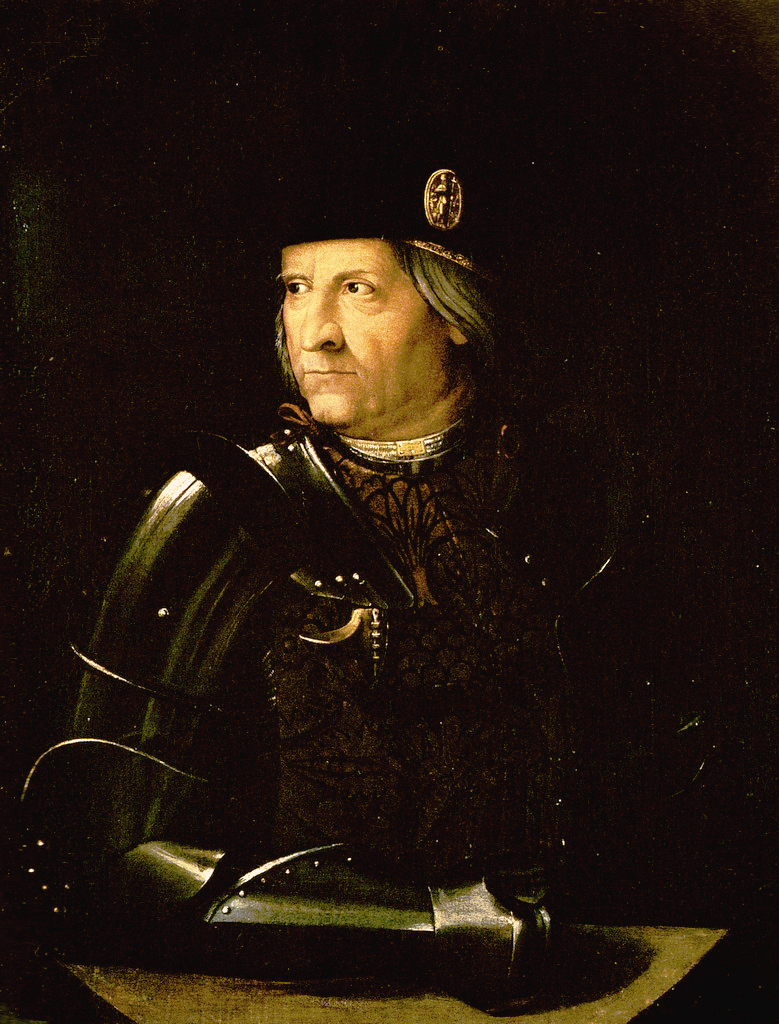
Ritratto di Ercole I d'Este, ferito durante la battaglia
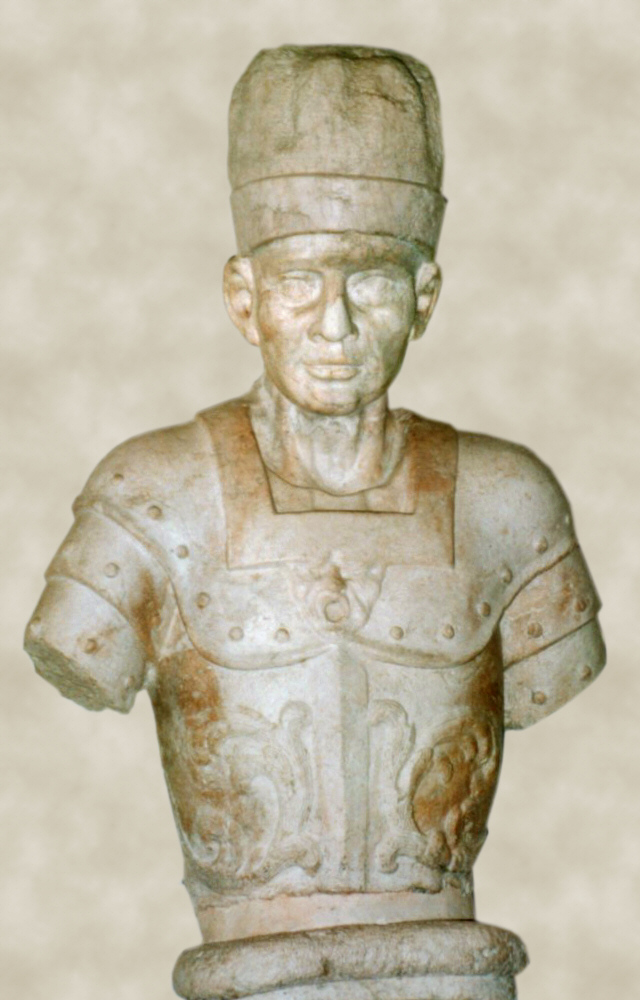
Presunto busto di Bartolomeo Colleoni